# Pilea tsiangiana
Pilea tsiangiana är en nässelväxtart som beskrevs av Franklin Post Metcalf. Pilea tsiangiana ingår i släktet pileor, och familjen nässelväxter. Inga underarter finns listade i Catalogue of Life.